# یانیسرودا
یانیسرودا (به آلمانی: Janisroda) یک منطقهٔ مسکونی در آلمان است که در ناومبورگ واقع شده‌است. یانیسرودا ۲۱۲ نفر جمعیت دارد.